# Hokovce
Hokovce (maďarsky Egeg) jsou obec na Slovensku v okrese Levice. První zmínka o obci je z roku 1095, roku 1245 byla zničena mongolskými nájezdníky, brzy však byla obnovena. Obec má 510 obyvatel (31. 12. 2017). Protéká zde potok Veporec a Štiavnica.

## Části obce
- Kráľovičová (maďarsky Királyfia)

## Pamětihodnosti
- Římskokatolický kostel sv. Petra a Pavla. – jednolodní románsko – gotická stavba s polygonálně ukončeným presbytářem a představenou věží z druhé třetiny 13. století.
- Barokní kaštel Kráľovičová, z roku 1763, postavený na starších základech.[3]

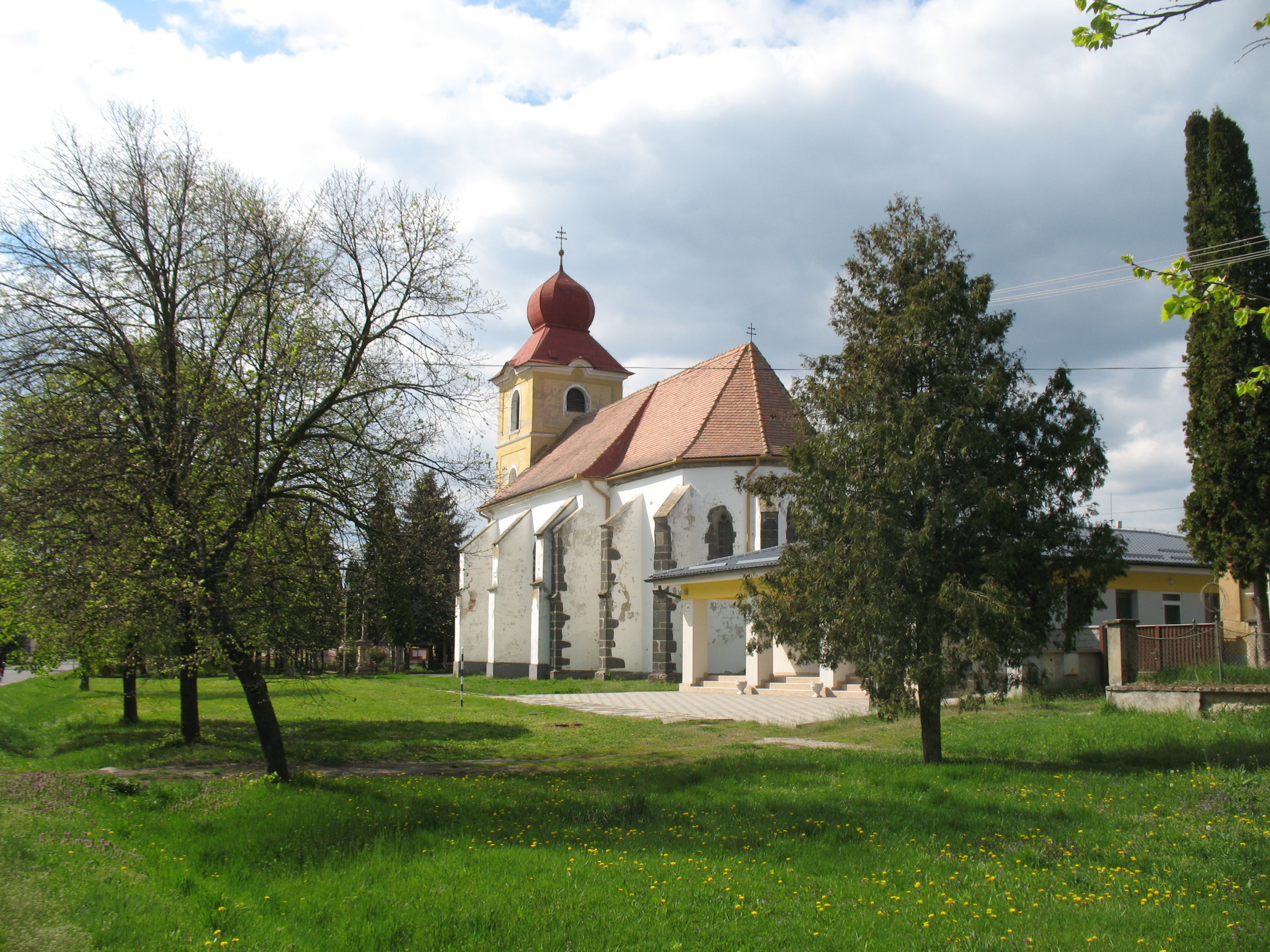
Kostel v Hokovcích
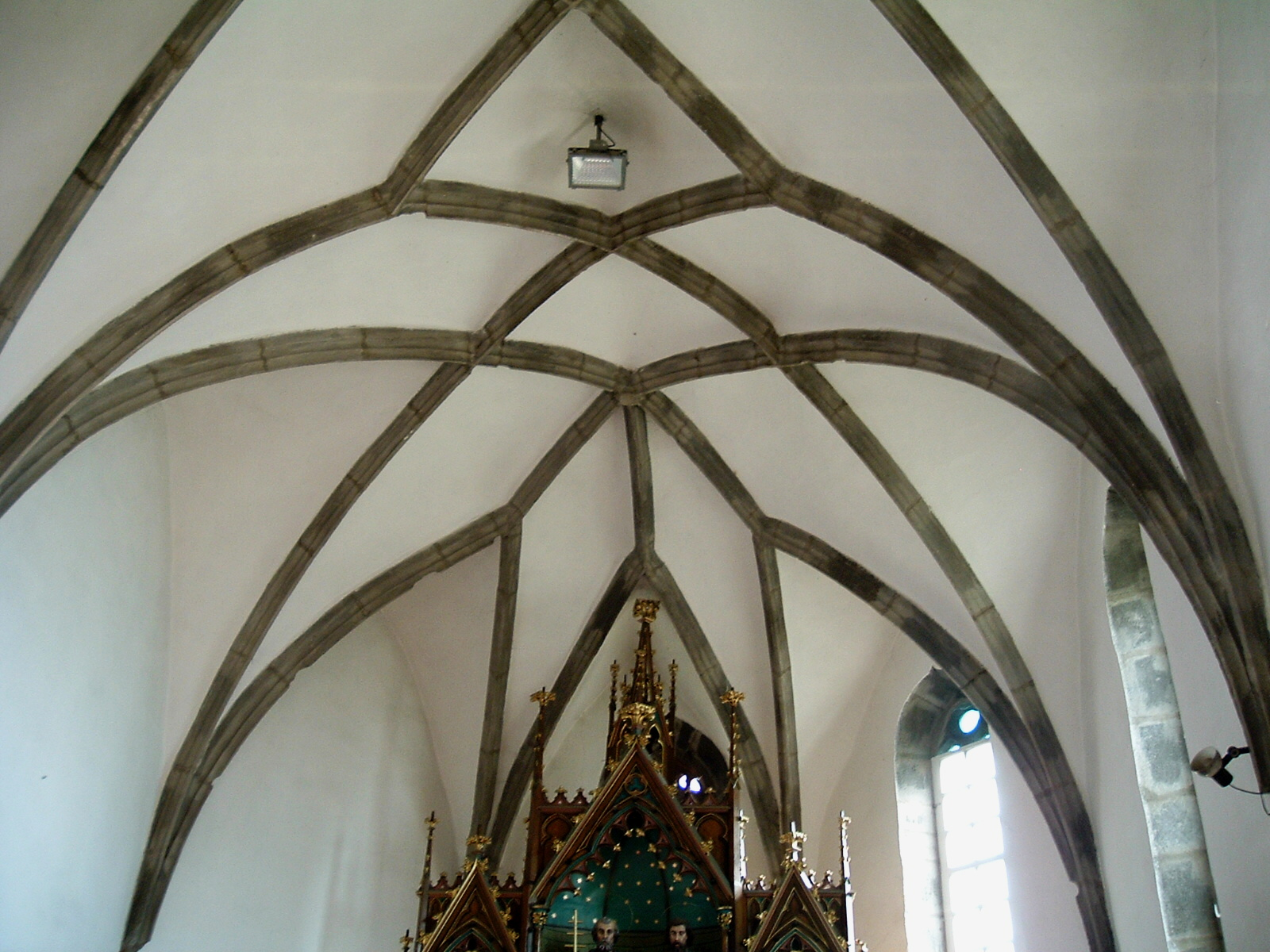
Gotická klenba kostela
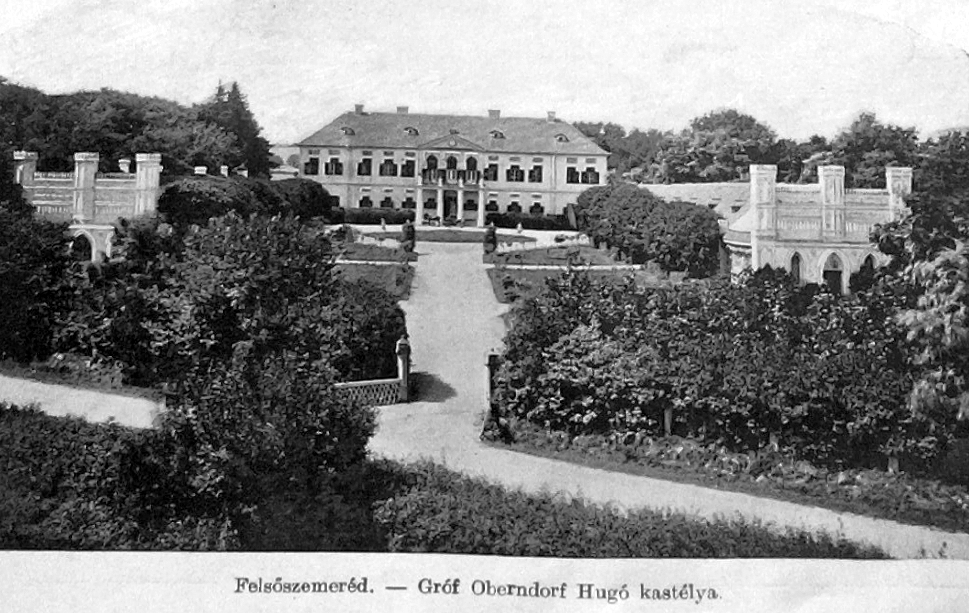
Historické foto kaštelu v Kráľovičové